# 頭骨國度
《頭骨國度》（英語：In My Country）是一部2004年英國、愛爾蘭和南非合拍的劇情片，改編自安吉·克羅格的回憶錄《顱骨之國》，講述了南非荷蘭語詩人和美國記者被派往南非報導當地真相與以及解委員會聽證會的故事。電影由約翰·鮑曼執導，克羅格和安·琵考克編劇，山繆·傑克森、茱麗葉·畢諾許和布蘭頓·葛利森主演。《頭骨國度》在影評界口碑不佳。

## 演員
- 山繆·傑克森飾演蘭斯頓·惠特菲爾德
- 茱麗葉·畢諾許飾演安娜·馬蘭
- 布蘭頓·葛利森飾演德·雅格
- 查理·布爾曼飾演亞當·哈特利

## 評價
《頭骨國度》在爛番茄網站上根據82篇影評，好評度僅23%，平均得分4.8／10；該網站共識：「對種族隔離後的南非的善意但審視過份誇大。」

## 外部連結
- 互联网电影数据库（IMDb）上《頭骨國度》的资料（英文）
- AllMovie上《頭骨國度》的资料（英文）
- Box Office Mojo上《頭骨國度》的資料（英文）
- 爛番茄上《頭骨國度》的資料（英文）